# Kaufbeuren
Kaufbeuren város Németországban, azon belül Bajorországban. Lakosainak száma 46 386 fő (2023. december 31.). Kaufbeuren Ostallgäu járás és Kaufbeuren községekkel határos.

## Fekvése
Mindelheimtől délkeletre fekvő település.

## Városrészei
- Kaufbeuren
- Kaufbeuren-Neugablonz
- Oberbeuren
- Hirschzell
- Kleinkemnat
- Großkemnat
- Märzisried
- Ölmühlhang
- Sankt Cosmas

## Története

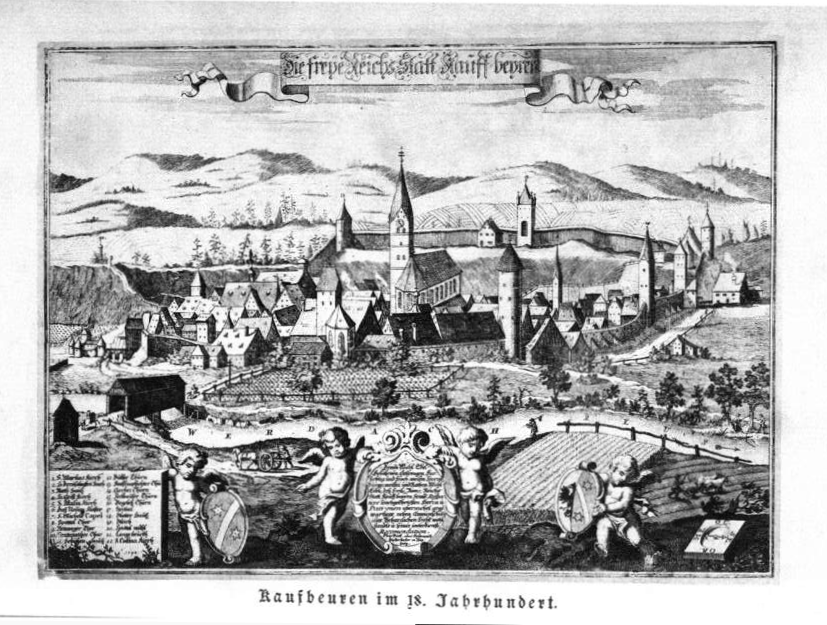
Kaufbergen egy régi metszeten

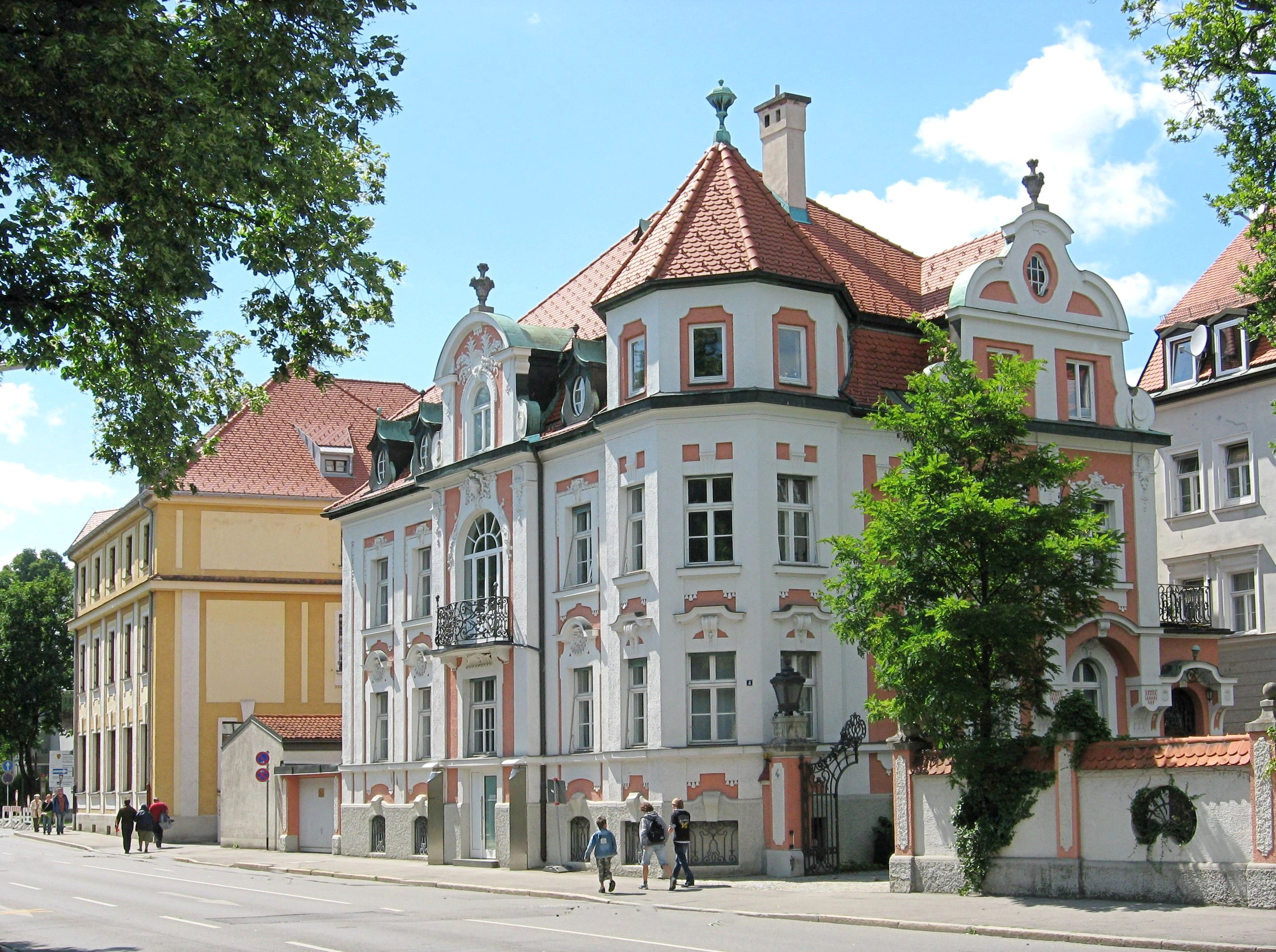

Kaufbeuren még a 8. században jött létre egy Karoling-házi királyi vár körül.
1268-ban emelkedett szabad királyi város rangjára és 1803-ban került bajor fennhatóság alá.
Erőteljes városfala 1220 körül épült. Hatalmas bástyatornyai közül az Ötcsúcsú-torony (Fünfknopfturm) a város jelképévé vált. A torony a városfalból emelkedik ki és őrjárati tornya át is halad a városfalon. Szent Balázsról elnevezett kápolnájának (Blasiuskapelle) román tornya egyben az erődrendszer körbástyája is.
Kaufbeuren ferences rendbeli zárdáját 1261-ben alapították. Gótikus templomának (Frauenklosterkirche) bejárata közelében az 1744-ben elhunyt és boldoggá avatott Kreszcencia zárdafőnöknő nyugszik üvegkoporsóban.

## Nevezetességek
- Városfal, az ötcsúcsú bástyával

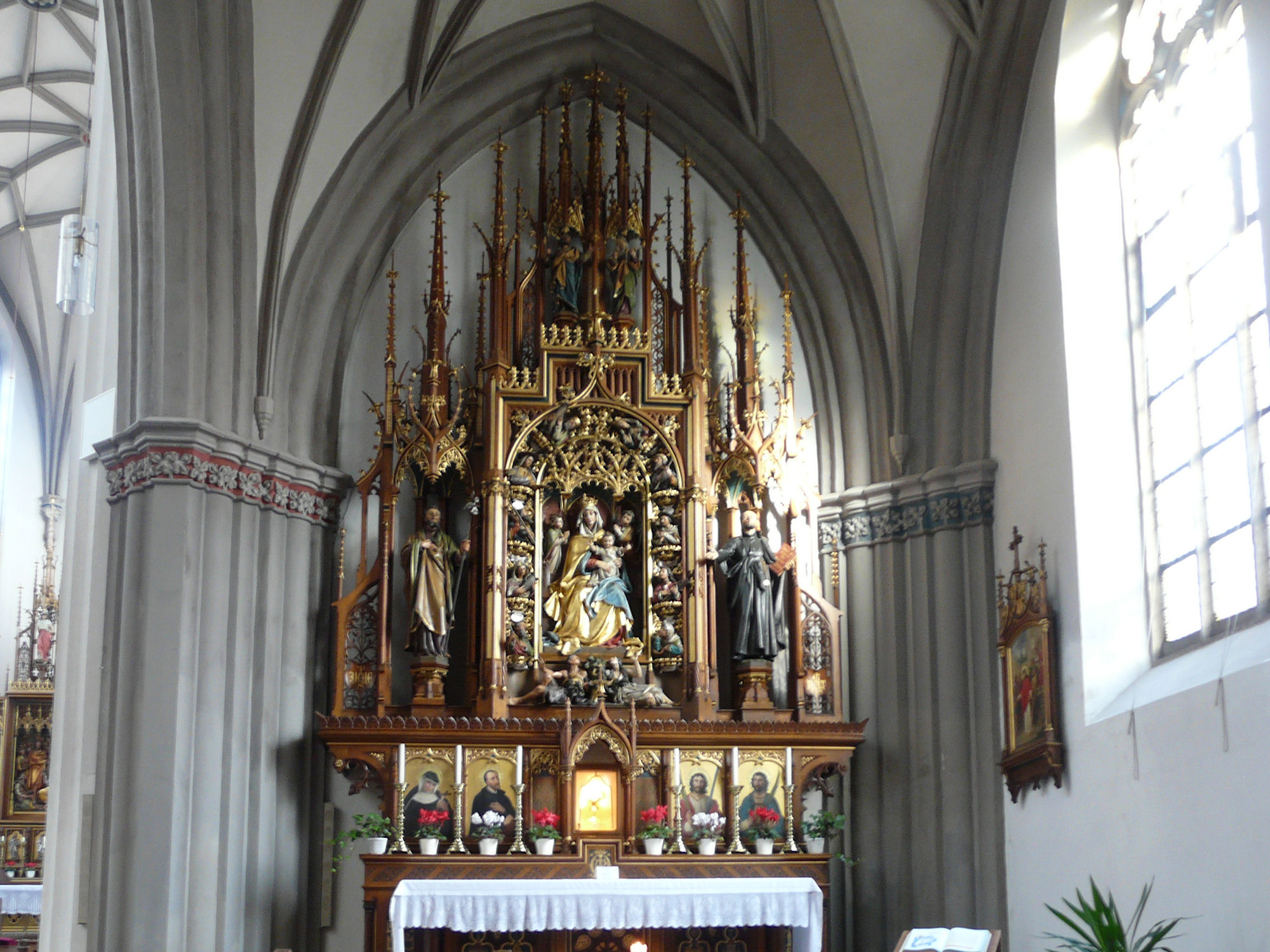
A Szent Balázs templom oltára

- Szent Balázs kápolna - A kápolna hajója és szentélye 1500 körül épült, gótikus stílusban. Bordázott mennyezete négy karcsú oszlopon nyugszik. A falakon gótikusan naturalista táblaképek mutatják be a szentek életét és kínhalálát. A kápolna faliszőnyege ugyancsak 1500 táján készült és Szent Balázst ábrázolja erdei vadak között. Faragott, szárnyas oltára 1518-ból való és Jörg Lederer fő munkája. Az oltár szárnyrészét a helybeli Jörg Mack festményei díszítik.
- Helytörténeti múzeum - 26 teremben mutatja be a környék régészeti leletanyagát; középkori kézműveseinek és művészeinek alkotásait.

## Galéria

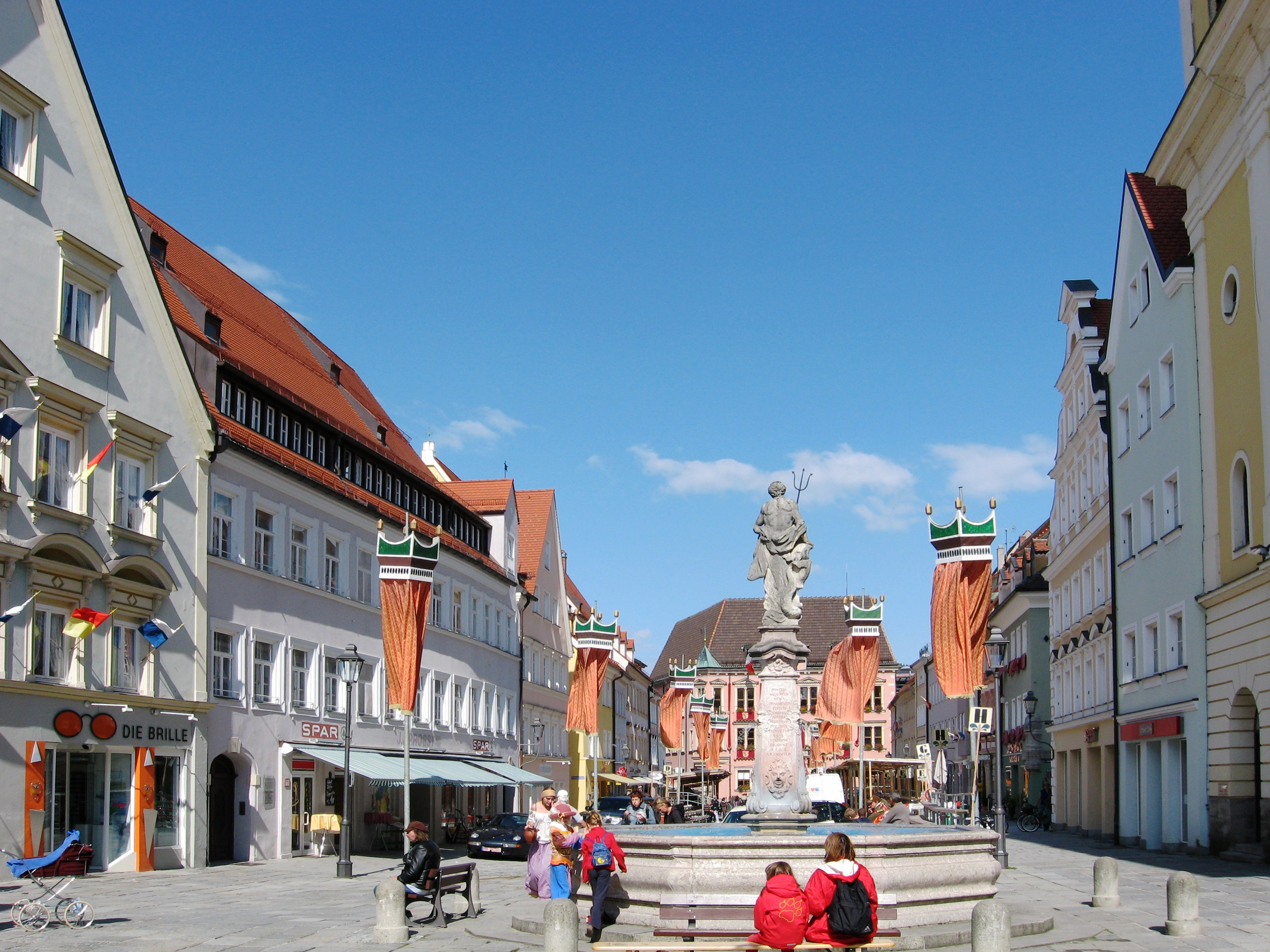
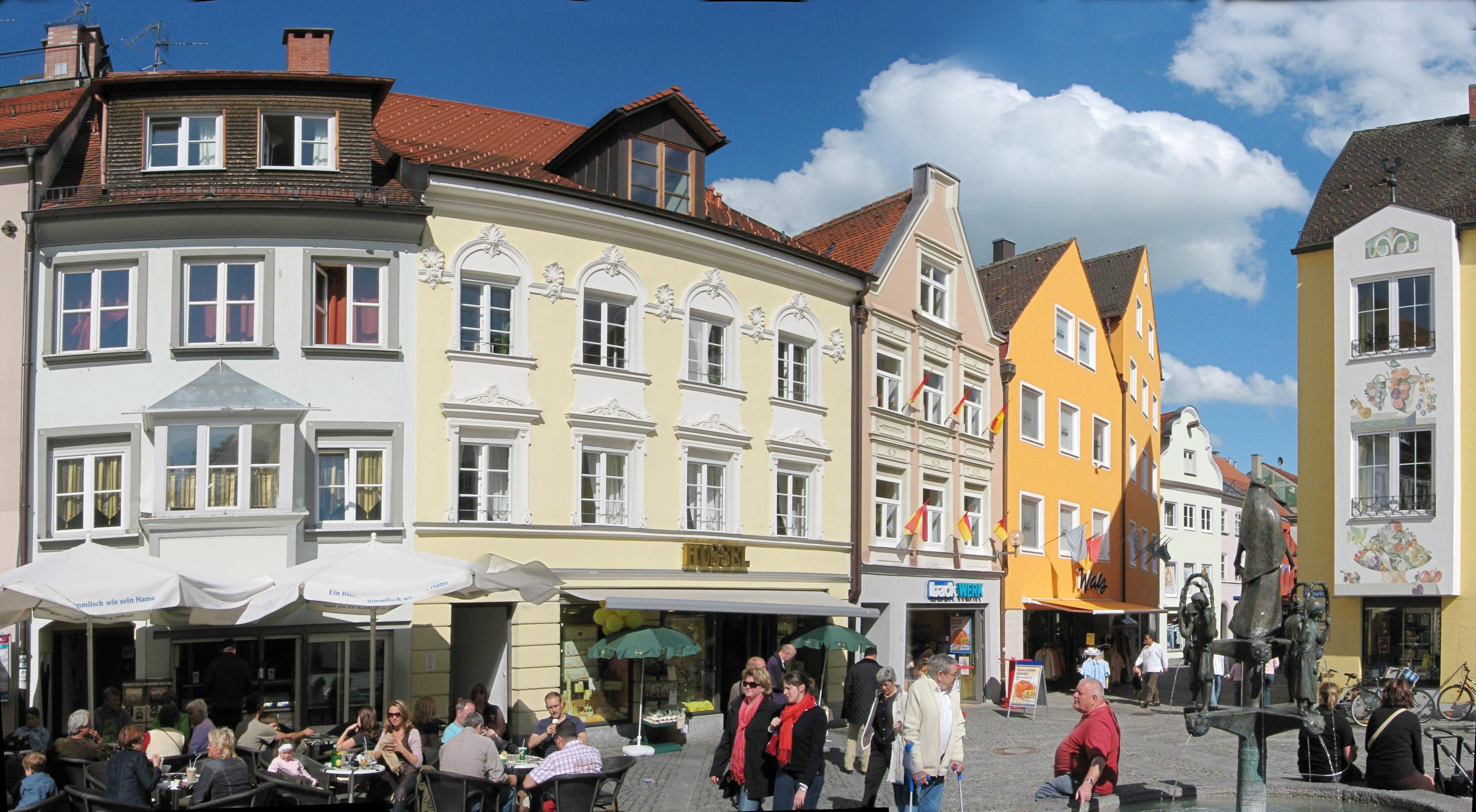
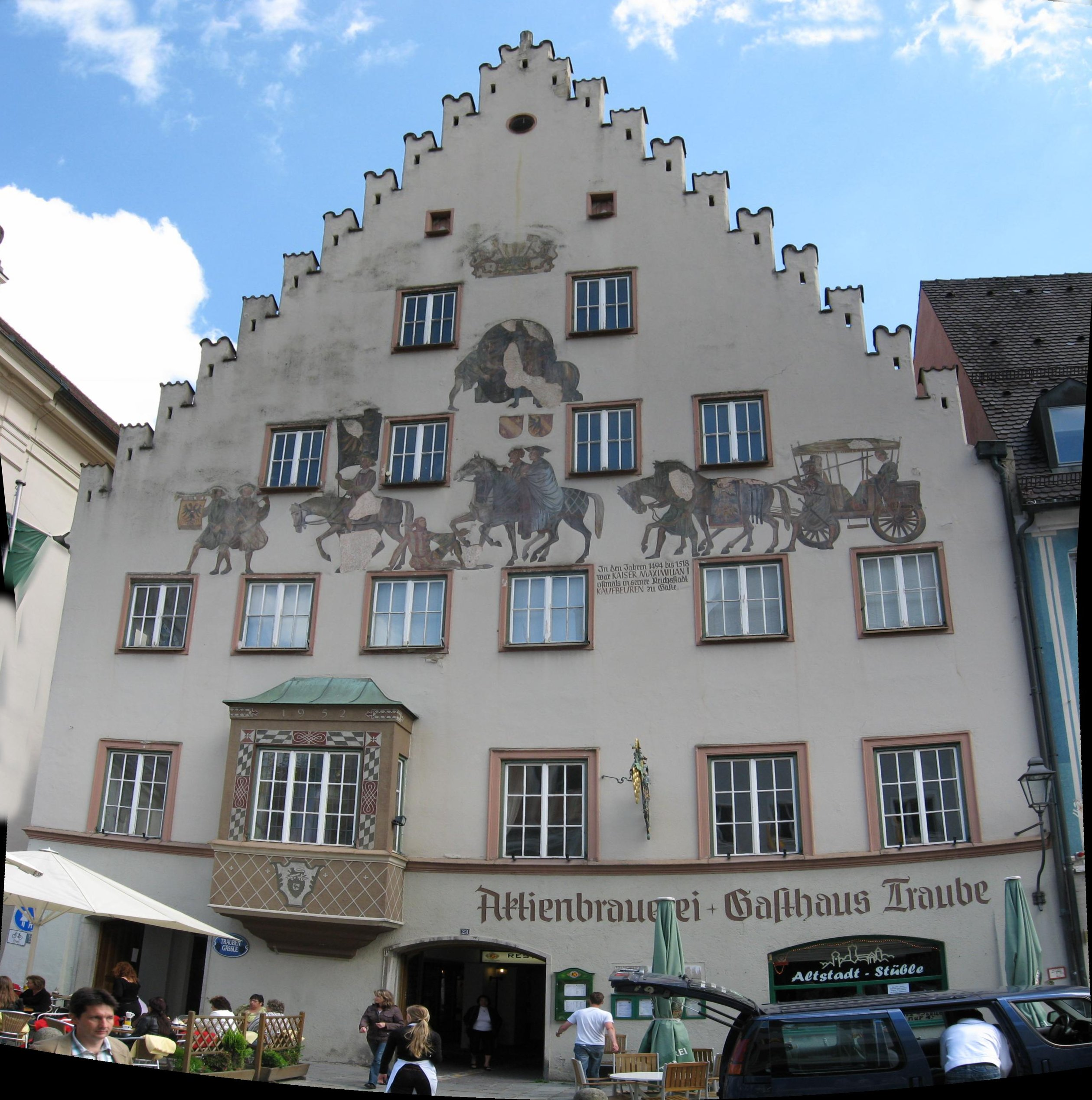
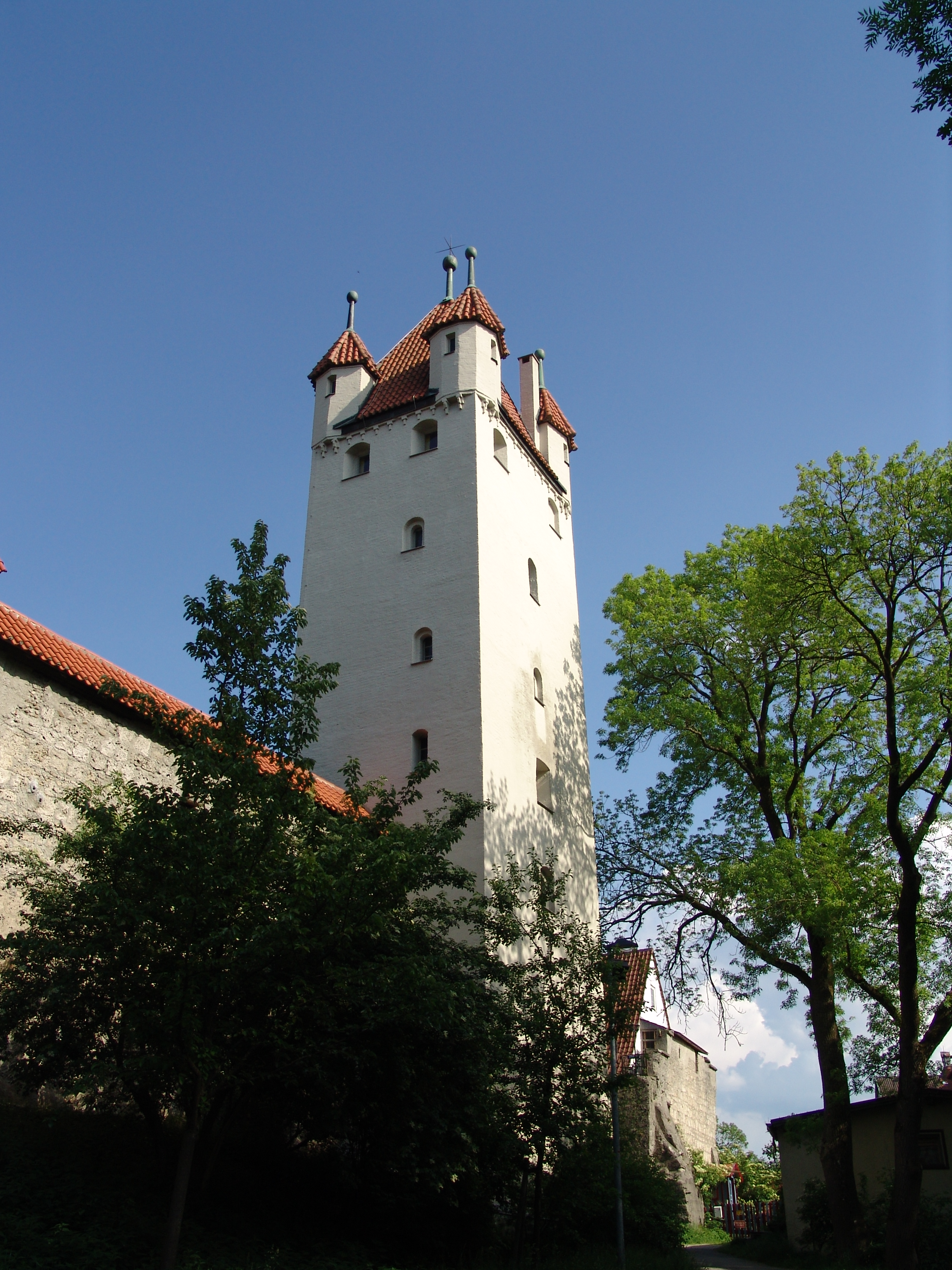
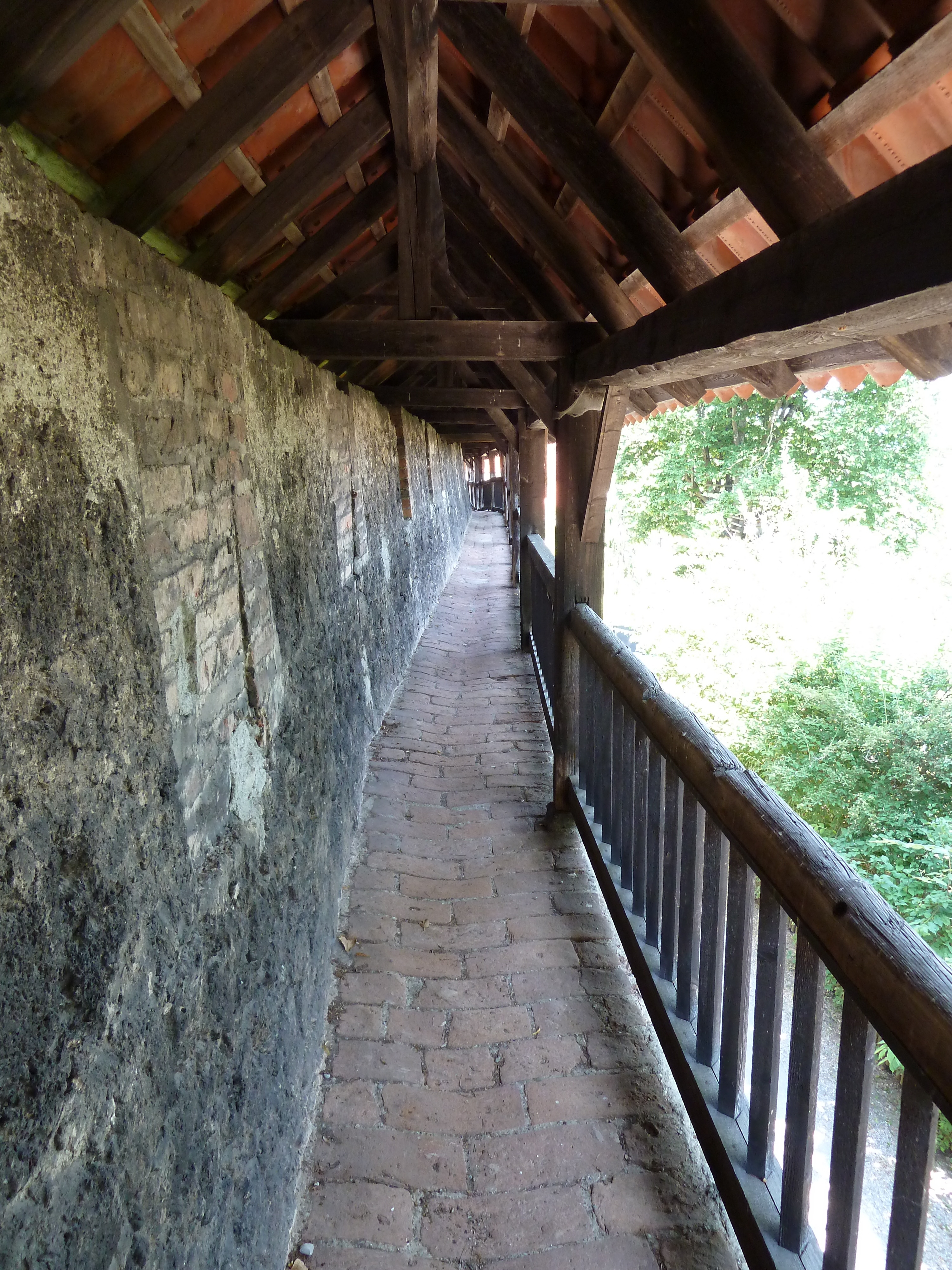
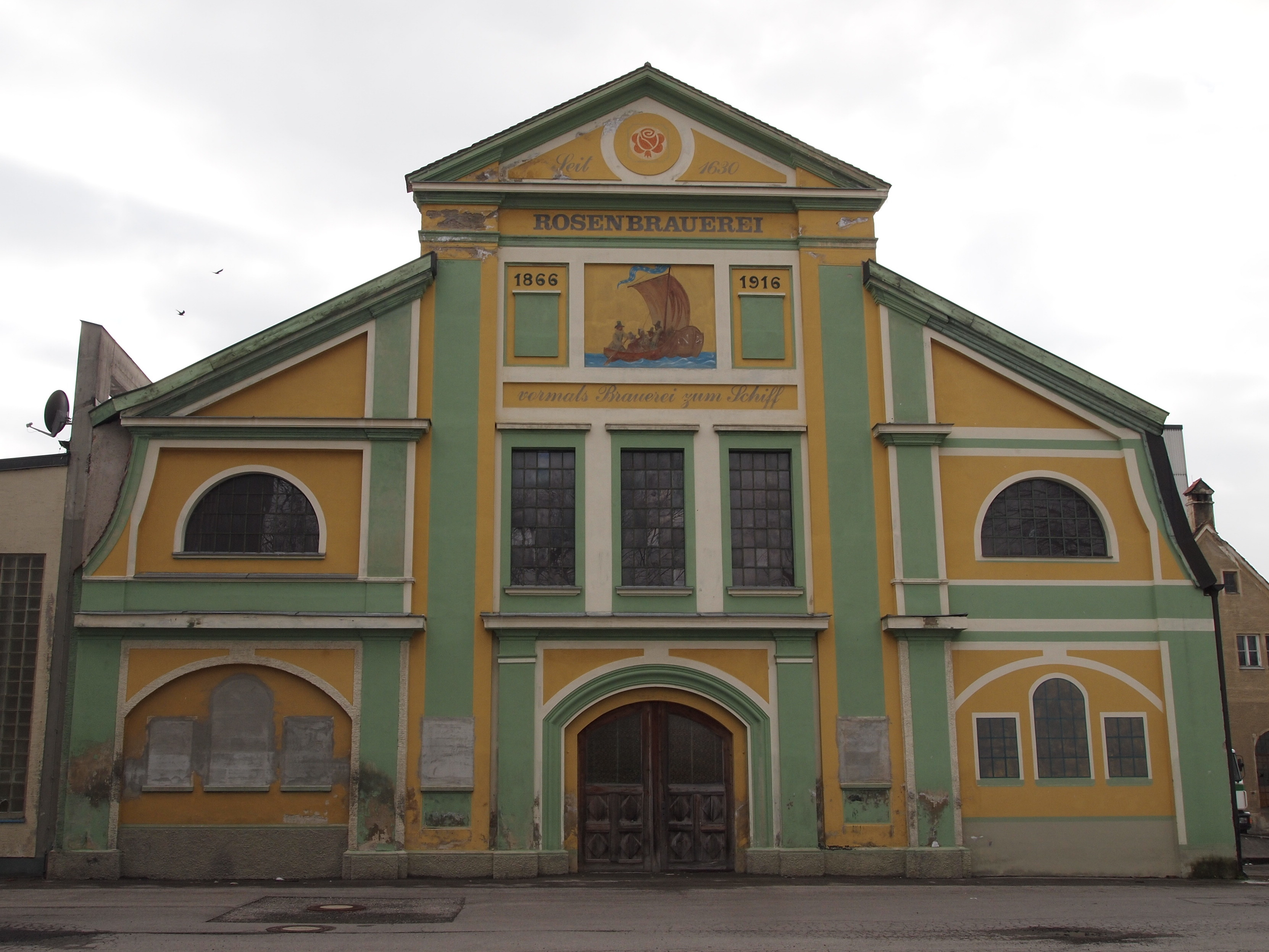
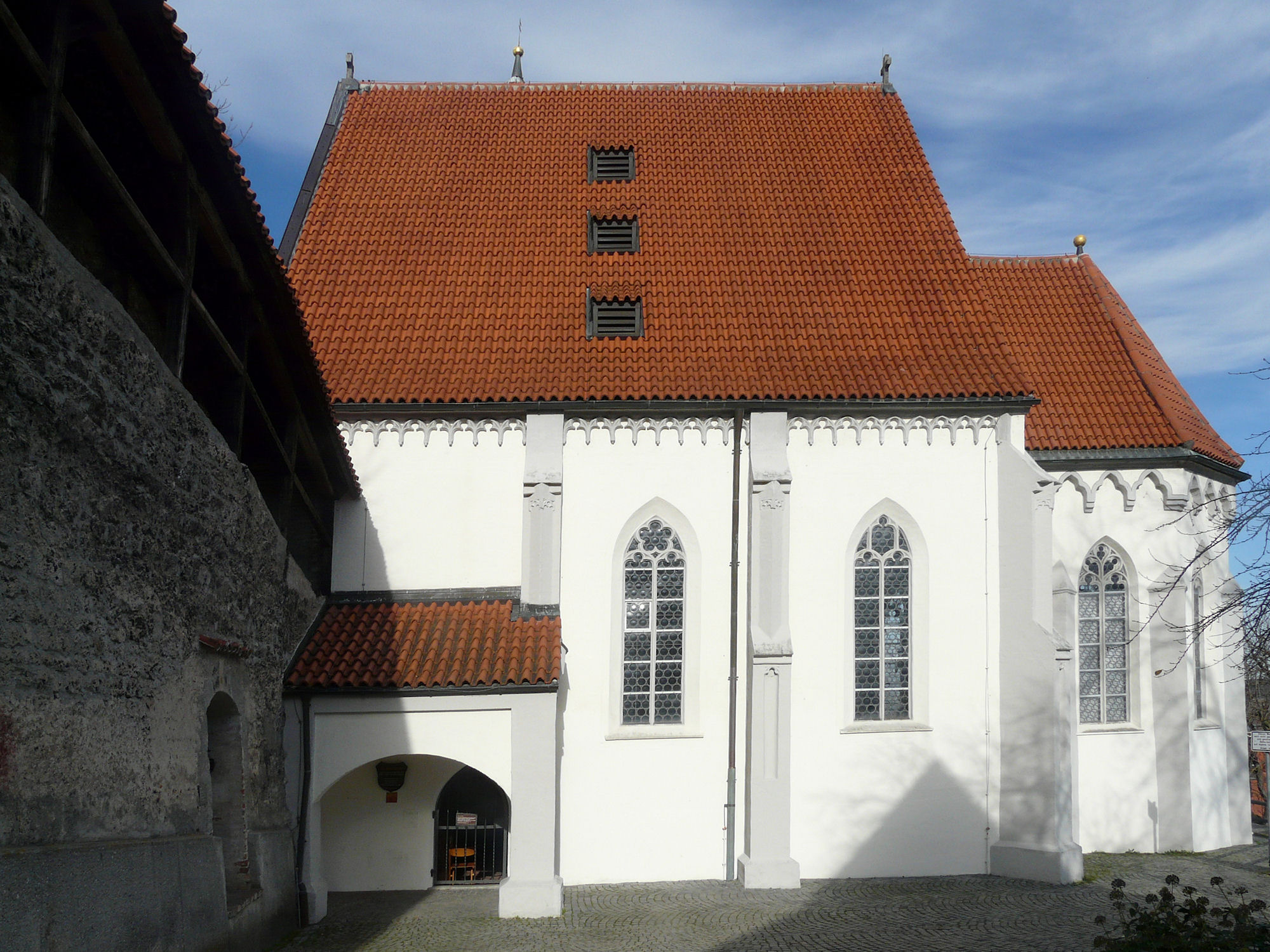
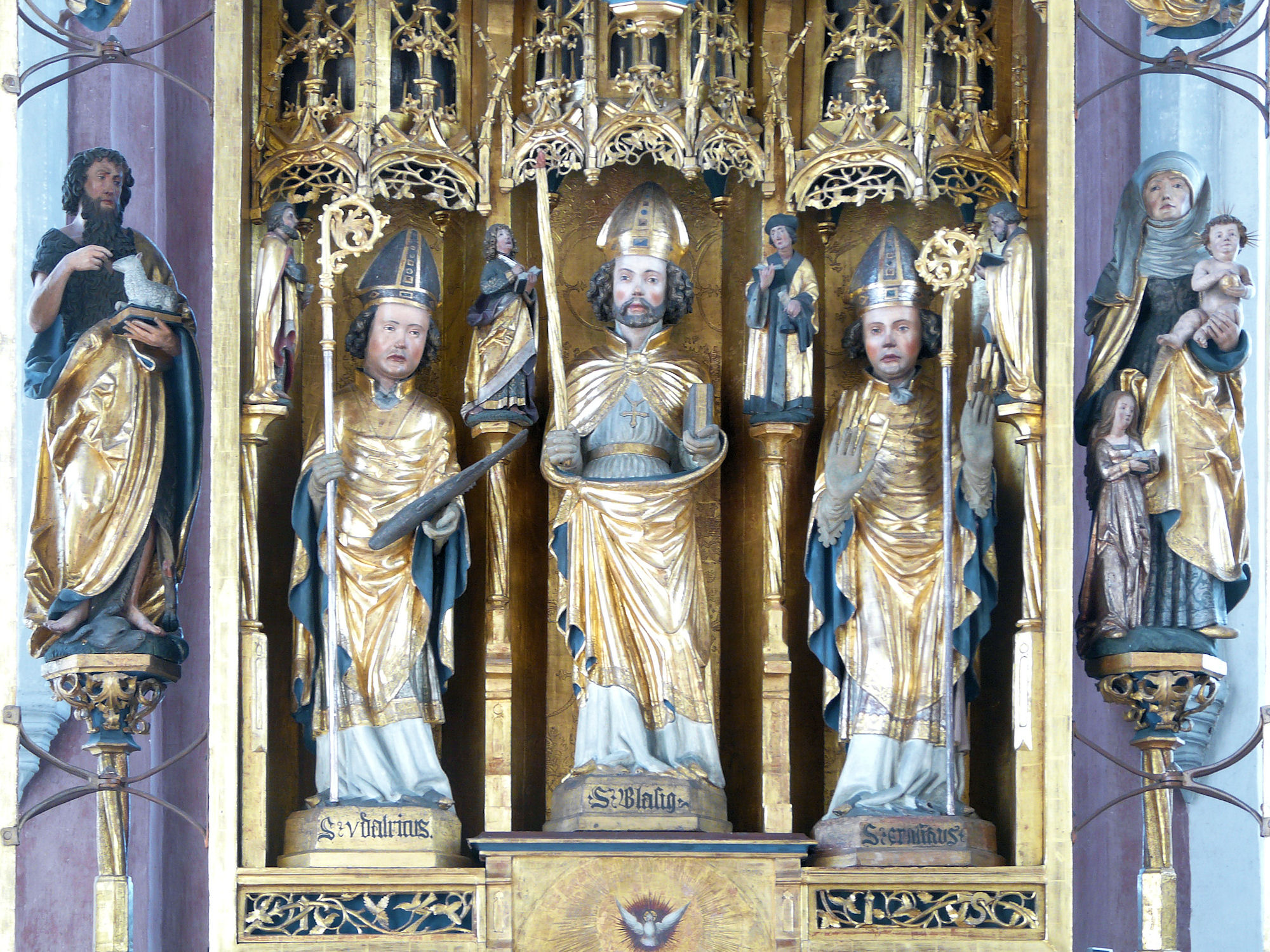
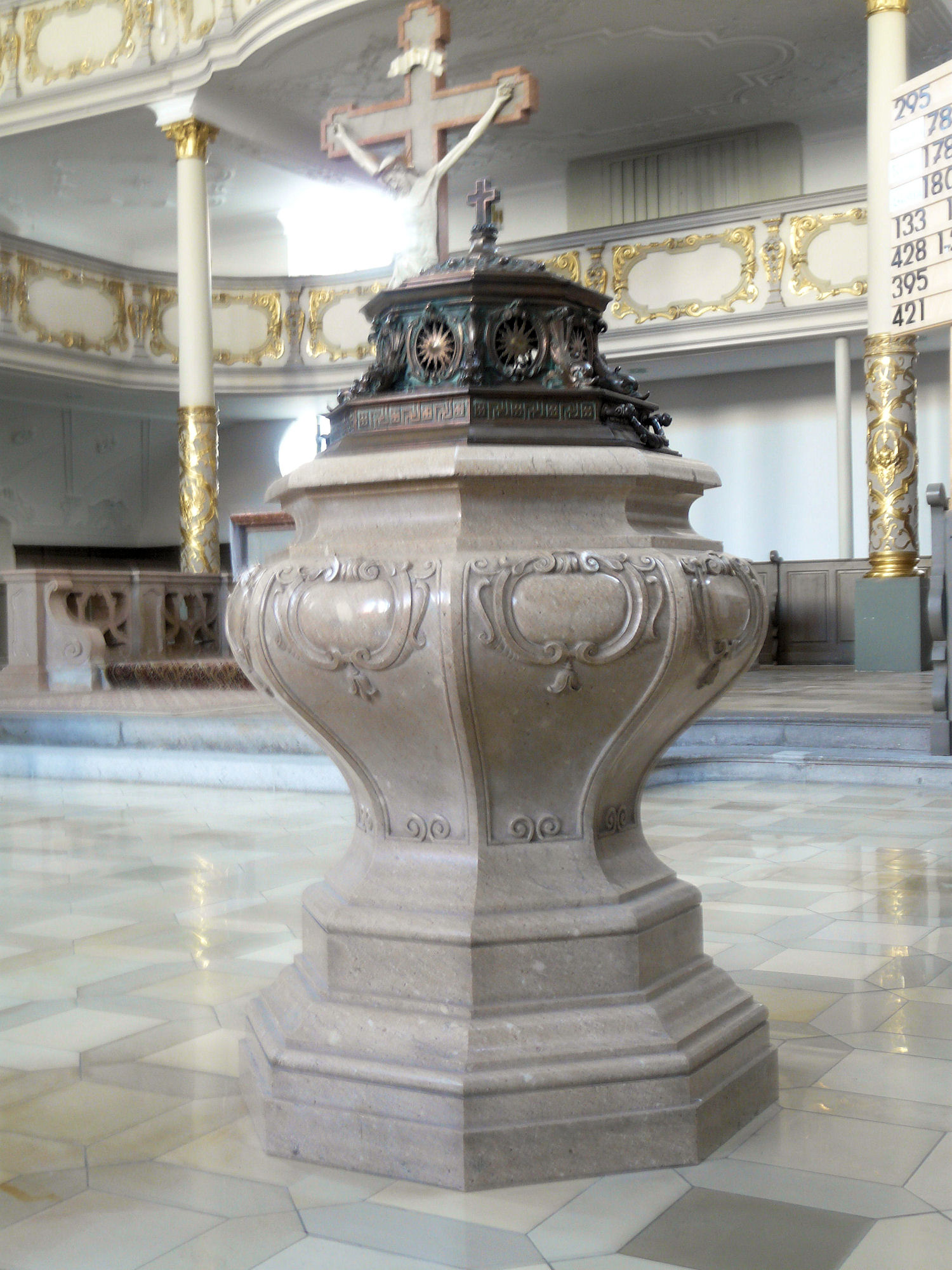
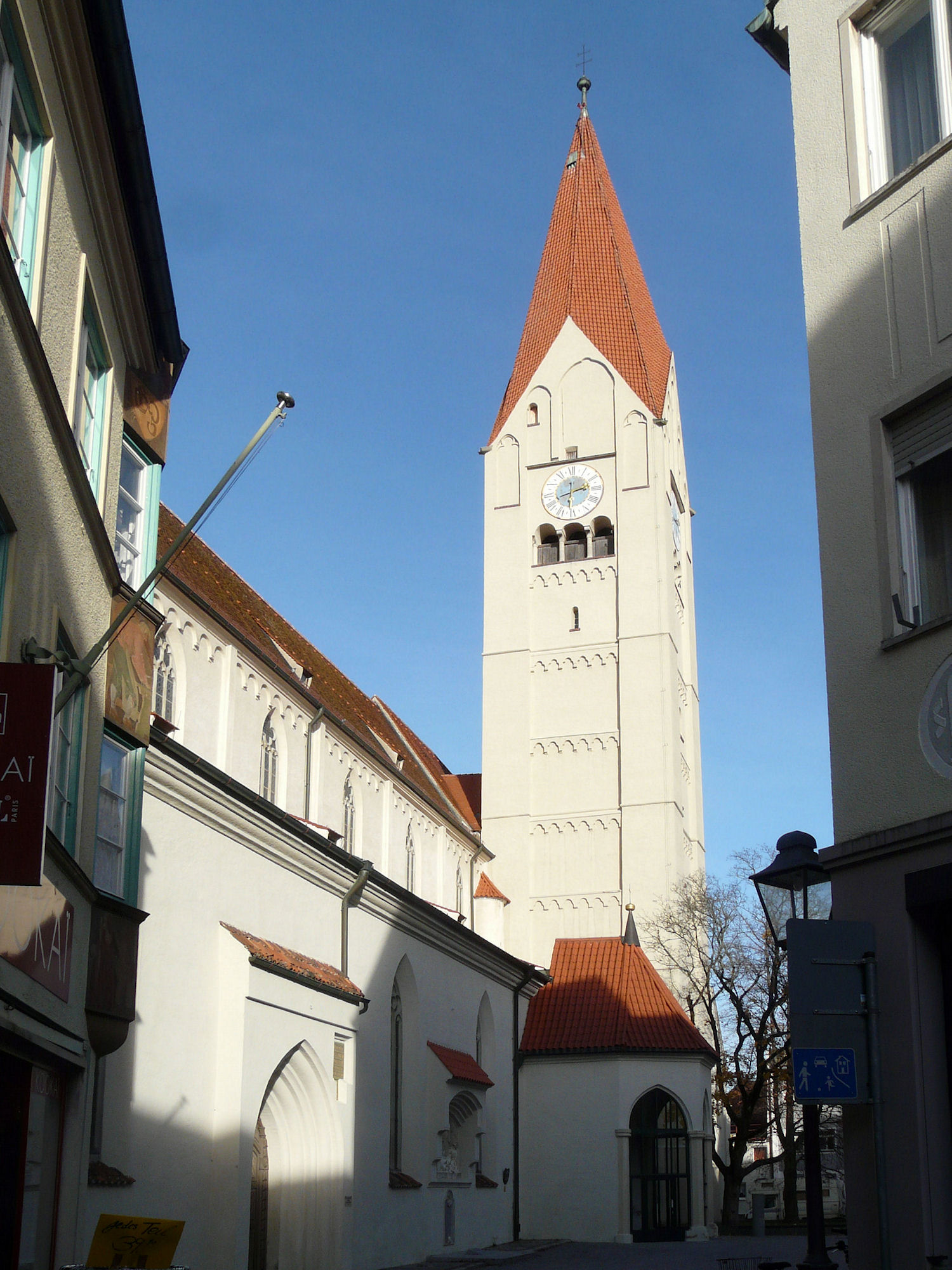
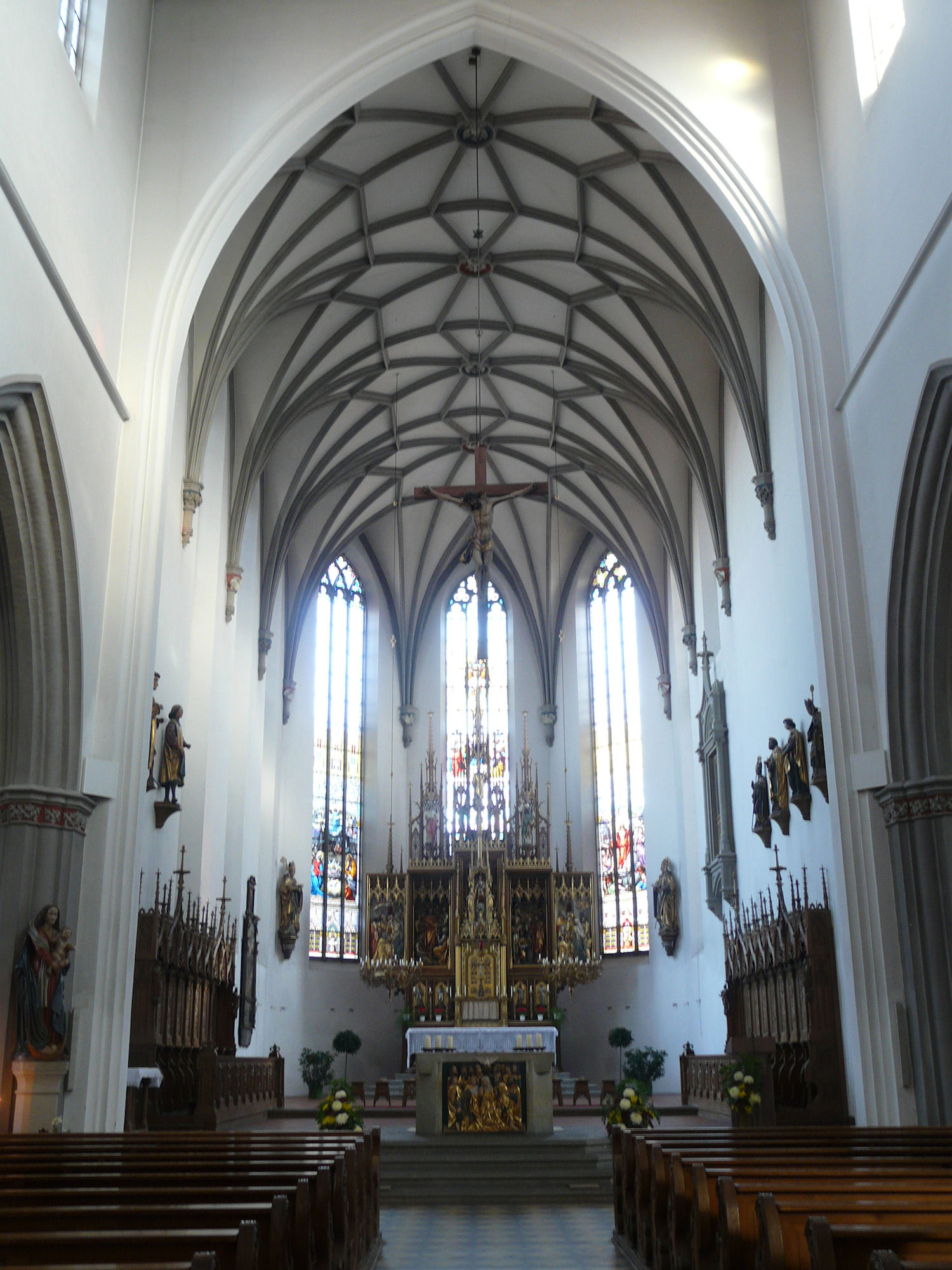
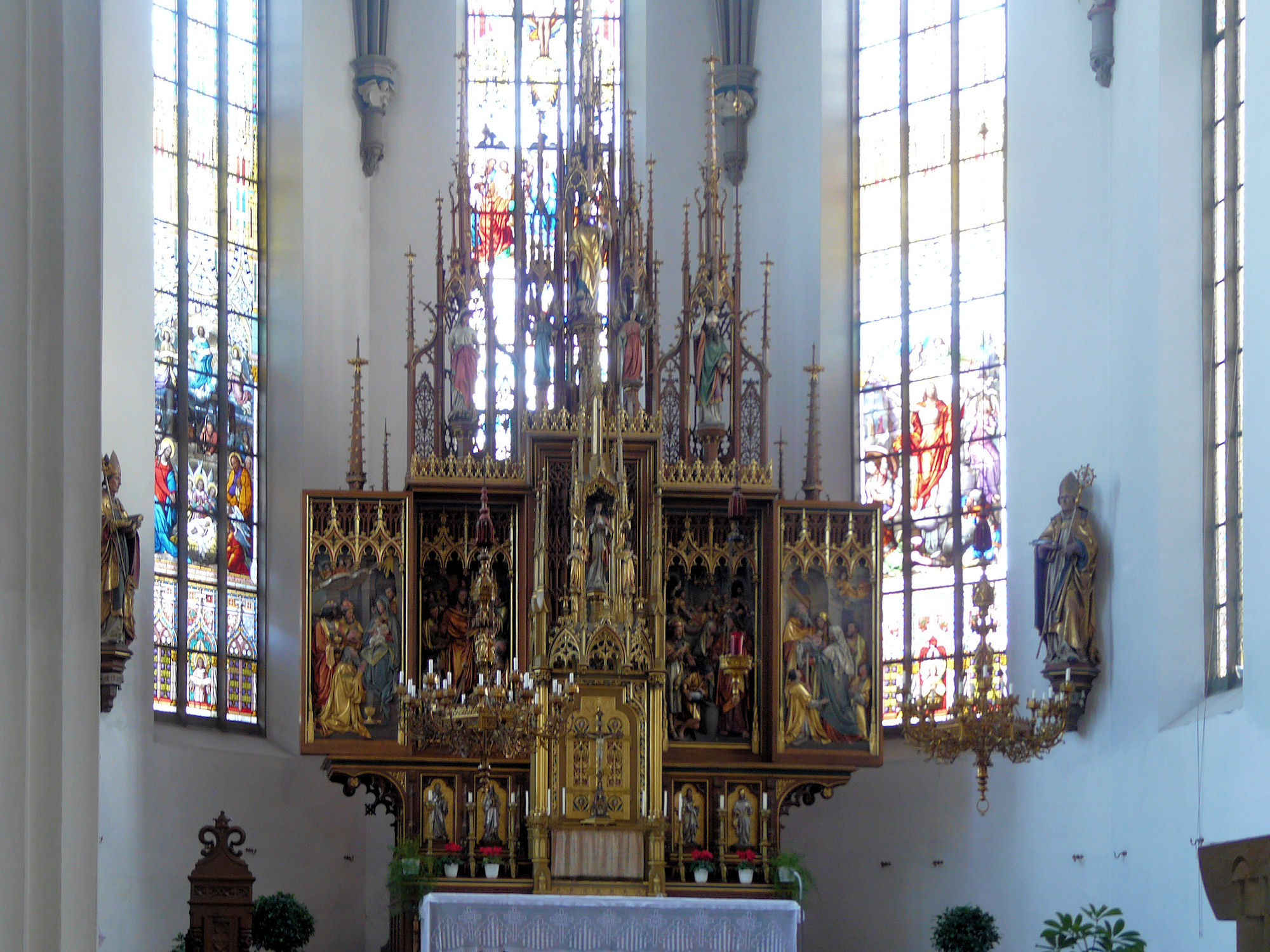

## Híres emberek
- Ludwig Ganghofer (1855–1920), író
- Hans Magnus Enzensberger (* 1929), költő, író, műfordító

## Népesség
A település népessége az elmúlt években az alábbi módon változott:
| Lakosok száma | 9160 | 43 059 | 42 224 | 43 199 | 41 759 | 42 014 | 43 134 | 43 893 | 45 118 | 46 386 |
|               | 1925 | 1970   | 1975   | 2010   | 2013   | 2014   | 2016   | 2019   | 2021   | 2023   |